# Smultronkobba
Smultronkobba är ett skär i Åland (Finland). Det ligger i Skärgårdshavet och i kommunerna Vårdö och Saltvik i landskapet Åland, i den sydvästra delen av landet. Ön ligger omkring 39 kilometer norr om Mariehamn och omkring 260 kilometer väster om Helsingfors.
Öns area är 1,6 hektar och dess största längd är 170 meter i nord-sydlig riktning. Trakten är glest befolkad. Närmaste större samhälle är Saltvik, 17,6 km sydväst om Smultronkobba.